# フレンスブルク

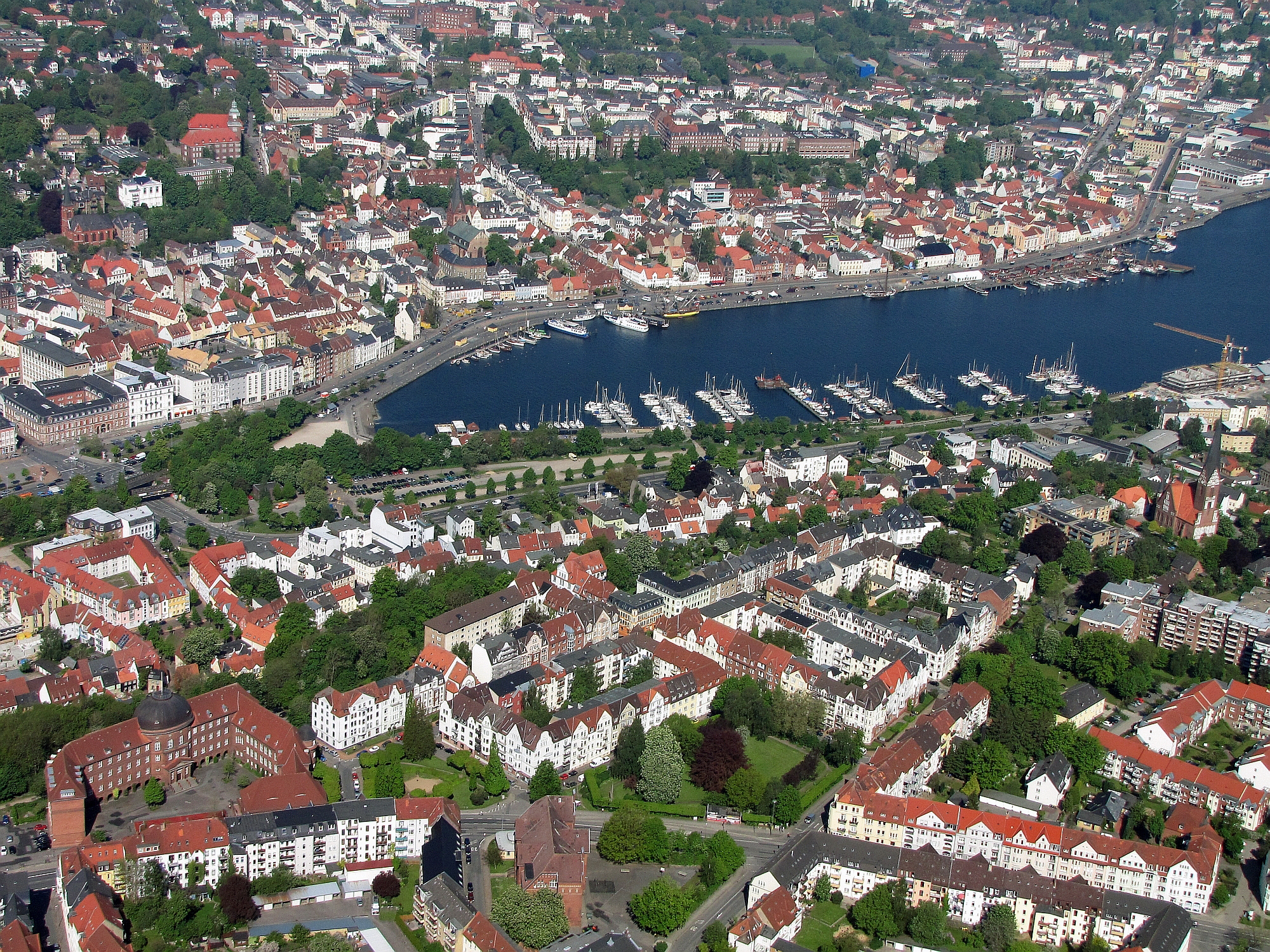
フレンスブルク

フレンスブルク（ドイツ語: Flensburg）は、ドイツ北部、シュレスヴィヒ＝ホルシュタイン州に属する都市。人口は85,838人（2023年）。ドイツとデンマークの国境に位置する街であり、デンマーク語も話されている。デンマーク語名ではフレンスボー（Flensborg）と呼ばれる。近隣の都市としては、約30キロ南にシュレスヴィヒ、70キロ南東にキール、約90キロ北東にオーデンセ（デンマーク領）が位置している。

## 地勢
バルト海に接するフィヨルド (Flensburger Förde) の最奥部にある。南東にアンゲルン半島がある。キール、リューベックに続いて、シュレスヴィヒ＝ホルシュタイン州における第3の規模の都市である。

## 歴史

### 概要
遅くても1200年頃までには、この地にデンマーク人が入植している。1284年には都市特権を得た。15世紀初頭には、カルマル同盟を成立させた事実上のデンマーク女王マルグレーテ1世がこの地で没している。15世紀に神聖ローマ帝国に属したままデンマークが領有した。16世紀にデンマーク王室の分家ホルシュタイン＝ゴットルプ家の公領となった。
1864年の第二次シュレースヴィヒ＝ホルシュタイン戦争でオーストリア帝国・プロイセン王国が勝利し、1866年の普墺戦争によりプロイセン領となった。第一次世界大戦後、ドイツ帝国の敗戦により、北シュレースヴィヒはデンマークに返還されたが、デンマーク人の多数いるフレンスブルクはドイツ領のまま取り残された。
第二次世界大戦末の1945年4月30日に、ドイツ総統アドルフ・ヒトラーから後継大統領に指名されたカール・デーニッツ元帥がここで臨時政府を組織し、連合国との降伏交渉にあたり、同年5月23日の関係者逮捕による解散となる。

### 名前の由来
1248年にフレンスブルクと命名されたと思われるが、明らかではない。クヌド・ラヴァルド公の委託により騎士フレノ(Fleno)がこの地に城を築いた。このフレノ城の名を街の名にしたという見解もある。

### 起こり
アンゲルン半島の北西に位置するフズビー(独：Husby)や西に位置するヴィース(独：Wies)からデンマーク人が交易や漁業を目的として入植し始め、遅くとも12世紀半ばには後のフレンスブルクに建築されることになる聖ヨハンニス教会や聖ニコライ教会、聖マリエン教会、聖ゲルトルト教会周辺地域にまで入植が達している。この地への入植の主な理由として、歴史学的に以下の根拠が挙げられている。
- 極度に曲がりくねったフィヨルド湾が防衛の役割をするため
- ユトランド半島の交易路（独：Ochsenweg）
- 北フリースラントとアンゲルン半島を結ぶ交易路（独：Angelbowege）
- タイセイヨウニシンの豊漁

デンマーク王ヴァルデマー1世やザクセン公ハインリヒ3世によりヴェンド人の支配がフレンスブルクから掃滅された後、小さな交易集落は大きな意味を持ち始めてより一体化した。この頃にはシュレースヴィヒ公国のクヌド公の栄誉にちなんだクヌド・ギルドが結成されているが、組合は当時すでに権利を有していて、次第に都市連隊軍に対する影響力も持つようになった。
1248年デンマーク王エリック4世とエリック王の兄であり後継者であるアーベルとの戦いのためフレンスブルクは破壊されたため、再建されることになる。
1284年にデンマーク王エリック・グリッピングから非常に活発な交易の要路としての都市特権を賜り、新しい「都市」としてのシュレースヴィヒの公爵ヴァルデマー4世から認定を受けた。フレンスブルクは急速にシュレースヴィヒ公国の中で重要な位置を占めていった。この頃のシュレースヴィヒ公国はデンマーク王の法地であり、南には神聖ローマ帝国に属したホルシュタイン公国と隣接している。他のシュレースヴィヒ公国の都市と同様にフレンスブルクもハンザ同盟に加盟していない。しかしながらドイツ、ヨーロッパのハンザ都市群との密接な商業関係が結ばれている。この時期の交易財は塩と締めたタイセイヨウニシンであり、多くのヨーロッパの国々に輸出された。このフレンスブルクの威力は、資産層の町人から成り立つクヌド・ギルドが宗教改革されるまで続いた。
おそらく1263年またはその以前にコンベンツァル聖フランシスコ修道院が創設されている。

### 中世と近世初期
1409年にシュレースヴィヒ公国の主導権をめぐって、ホルシュタイン公国とデンマーク王国の抗争が始まった。その結果、1411年コルディング条約にてデンマーク女王マルグレーテ1世がシュレースヴィヒ公国の領土の大部分を得た。そして同年マルグレーテ1世によってフレンスブルクのマリエンベルク地区にドゥボー城（ドゥブルク城）が建てられている。その翌年の1412年10月28日には、マルグレーテ1世が流行中のペストによってフレンスブルクに入港中の船上で没している。
ペストや他の伝染病は中世の都市にとって大きな問題であった。天然痘や赤痢、その他の伝染性流行病はフレンスブルクにおいても多くの住民の命を奪ったものであった。また、当時のハンセン病患者は1290年に建立された「聖ユルゲン病院」に隔離され、その病棟はフレンスブルクの街門前に建てられていた。（現在：「聖ユルゲン教会」、独：St.Jürgen Kirche）
さらに、1500年ごろには梅毒も流行り、当時の治療活動の中心でもあったキリスト教の「聖霊病院」は、現在「聖霊教会」（独：Heiliggeistkirche）としてフレンスブルクの中心街にある。
道路設備がされていない当時のフレンスブルクの人々の生活は厳しいものであった。主要な道路でも整備されておらず、街灯もなかった。道の所々では家畜の厩肥が漏れ溢れるような状態で、それがために、住民にはそのような場所では木製のダムを設けて厩肥などが道路に漏れでないようにして、人々の通行に支障を与えないようにすることが義務付けられた。
一般の家庭の暮らし向きは、家屋や中庭で家畜を飼い、牧夫に日夜牛や豚の番をさせたりなどした。その頃の家屋で窓があるのは中世貴族が住む家くらいのもので、ほとんどが窓のない家屋が多かった。
1485年、フレンスブルクは大火災に見舞われる。また、この頃は高潮なども絶えず襲ってきた。1602年に建てられた船舶商会館では、今日でも高潮を予想するための水位検針が行われている。
1526年からルーテル教会の教えが交易路を伝って入ってくる。当時、フーズムの宗教改革者ヘルマン・タストがフレンスブルクで教えている。
また、当時はまだ若い公爵だったクリスチャン公（後のデンマーク王クリスチャン3世）の奨励で、過去にドミニコ会修道士でもあったゲルト・シュレヴェルトが改革を進めた結果、デンマーク領であるにもかかわらず、フレンスブルクは次第にドイツの文化や言語の影響を強く受けていった。
16世紀のハンザ同盟衰退後、フレンスブルクは北欧諸国の中でも交易都市として、とりわけ重要な位置を占めた。その交易範囲は地中海からグリーンランド、そしてカリブ海に及ぶ広範なものであった。
その頃の主な交易財としてはニシンを始め砂糖、グリーンランド航海の捕鯨で得られる鯨油などが挙げられる。
30年戦争の最盛期が終わる1627年から1628年にかけてのヴァレンシュタイン皇帝による侵攻、また、1643～1645年、1657～1660年におけるデンマークとスウェーデンとの戦争でフレンスブルクは大打撃を受けた。

### 18，19世紀における再興
18世紀のフレンスブルクはラム酒貿易のおかげで二度目の開花期を迎えた。
ラム酒はカリブ海からフレンスブルクに輸入され、当地で混合酒として調合されて全ヨーロッパに流通されたため、フレンスブルクはいわばカリブ海貿易のヨーロッパ拠点とも言えた。
また、ラム酒の製造に必要な砂糖は、当初の頃は、サトウキビは当時のデンマーク植民地であったカリブ海の小アンティル諸島から輸入してフレンスブルクで砂糖に精製しており、おそらく三角貿易であったと思われる。しかし、19世紀初頭、貨物列車の登場によりフレンスブルクの精糖業は近隣の大都市であるコペンハーゲンとハンブルクに押されてしだいに衰退することになる。しかし、第一次シュレースヴィヒ＝ホルシュタイン戦争後の1864年以降、サトウキビの入手先が小アンティル諸島から当時の英国の植民地であったジャマイカに変わって砂糖の必要量は確保された。
こうして、フレンスブルクにおいてラム製造商はかつては20を越えていたが、その中でもとりわけハンゼンHansen、ポットPott、ゾンベルクSonnberg、アスムッセンAsmussen、デトレッフセンDetleffsenなどが街に影響力を持っていたとされる。今でも当時のハンゼンがヨハンゼン・ラムハウスとしてフレンスブルクのマリエンブルク地区に残っている。
1460～1864年の間、フレンスブルク港は当時のデンマーク国家の中でコペンハーゲンについで二番目に大きな港であった。
第二次シュレースヴィヒ＝ホルシュタイン戦争後の1864年にプロイセン王国の領土になったが、中世の宗教改革後から続いてきた中産階級に見られたドイツの文化と言語の影響に拍車がかかり、街はさらにドイツ化されていった。しかしながら今日もフレンスブルクにはデンマーク少数民族も多くいる。
医者ペーター・ヘンニクセンが1875年、町人たちと「バルト海水浴団体」を創設し、フレンスブルク・フィヨルドに療養治療も兼ね備えた屋外プールの開設を試みている。この計画の名残が今日のバルト海水浴場に見られる。

### 20世紀
1889年、フレンスブルクは所在地はそのままに、シュレースヴィヒ＝ホルシュタイン州の郡独立市となる。
1920年には国連決議により、ドイツとデンマーク間の国境を定めるための投票が旧シュレースヴィヒ王国（南ユトランド半島）で行われた。このとき、南北シュレースヴィヒのうち北側では州民の多数がデンマーク側を投票し、ドイツ側を主張する住民は少なかった。しかし、フレンスブルクを含めた南シュレースヴィヒの地方団体は、過半数を大きく超えてドイツ側に残ることを主張した。その票決の結果、旧シュレースヴィヒ王国（南ユトランド半島）はデンマークとドイツに分割された。殊に、フレンスブルク近隣のコルンダー森林とトゥナー市はデンマークに、フレンスブルクはドイツに属したので、フレンスブルク市はドイツ側に位置する国境の街となった。
ドイツ政府はフレンスブルクがドイツを選択したことに敬意を表し、ドイツ・ハウス（文化会館）を寄贈した。
また、BorgerforeningenとFlensborghusは在フレンスブルク・デンマーク人の中心として発展した。
1933年のフレンスブルクは、ナチス・ドイツによって市政の権限は奪取統制され、ナチ党の政治家であるヴィルヘルム・ジーヴェルスが市長に選任した。また、1935年の終わりには党内分裂によりエルンスト・クラハトが市長の座を得ている。軍備拡張のため、フレンスブルクは要港として、また軍駐屯地として発展した。
第二次世界大戦の間、爆弾投下による建物の被害は街の数箇所のみであった。しかし1943年5月19日、デンマーク人幼稚園の園児20人以上が防空壕で命を落とした。それは防空壕が標的になりやすい造船所と発電所の近くに位置し、直撃弾を受けたためであった。
戦後においても間もなく弾薬庫の爆発が起こり多くの犠牲者が出た。
第二次世界大戦末期のベルリンの戦い後、アドルフ・ヒトラーにかわってカール・デーニッツが指揮する最後のドイツ国政府（フレンスブルク政府、デーニッツ政府とも言う）が1945年4月30日にフレンスブルクの海軍兵学校に置かれ、数週間存続した。
1945年5月23日英国軍によって解散させられ、党員は逮捕された。
第二次世界大戦後、フレンスブルクは英国占領地となる。
英国軍政はフレンスブルクに2つの難民キャンプを設けた。難民の多くはポーランドやウクライナ、バルト三国、ユーゴスラヴィアからのかつての強制労働者たちであった。
戦後隣国のドイツ人追放により多くの被追放者がフレンスブルクに流れ込み、数年間人口が10万人を超えた。州の一角にあるシュレスヴィヒ市とフレンスブルク市は1945年後デンマーク国民自由主義の思想に影響を受け、親デンマークの動きが強まった。多くの支持者たちは市がデンマークと併合することを望んだ。1945年から数年の間在フレンスブルク・デンマーク人が市長に選任した。
ドイツ連邦共和国（西ドイツ）設立後、軍事施設をフレンスブルクに誘致する動きにより、市は経済的恩恵を受けた。しかし、東西ドイツ統一後はその軍人数も8千人程度にまで減らされ、軍事施設は解体されたり他の連邦州に移されたりしている。殊に大規模な海軍部隊と兵站部隊がメクレンブルク＝フォアポンメルン州に移された。こうしてフレンスブルク市の海域から行軍と艦隊の姿が遠のいていった。現在かつての連邦海軍の港湾施設は民間のスポーツボート場となっている。（ゾンビック・ヨットハーバー、独：Marina Sonwig）
フレンスブルクは今日も対デンマーク貿易の場として大きな役割を果たしている。いくつかのデンマーク系企業は税金対策を理由に国境を越えてドイツのフレンスブルクに生産拠点を移転している。
1970年、デンマーク領の南トンデルン郡管轄のメルデビュー地方公共団体がフレンスブルク郡の管轄となり、フレンスブルク郡は拡張した。1974年シュレースヴィヒ郡と一つにまとまり新たにシュレスヴィヒ－フレンスブルク郡とされた。郡庁所在地はシュレースヴィヒ市である。これによってフレンスブルクは郡庁としての役割を失ったが、市自体は独立市として残った。

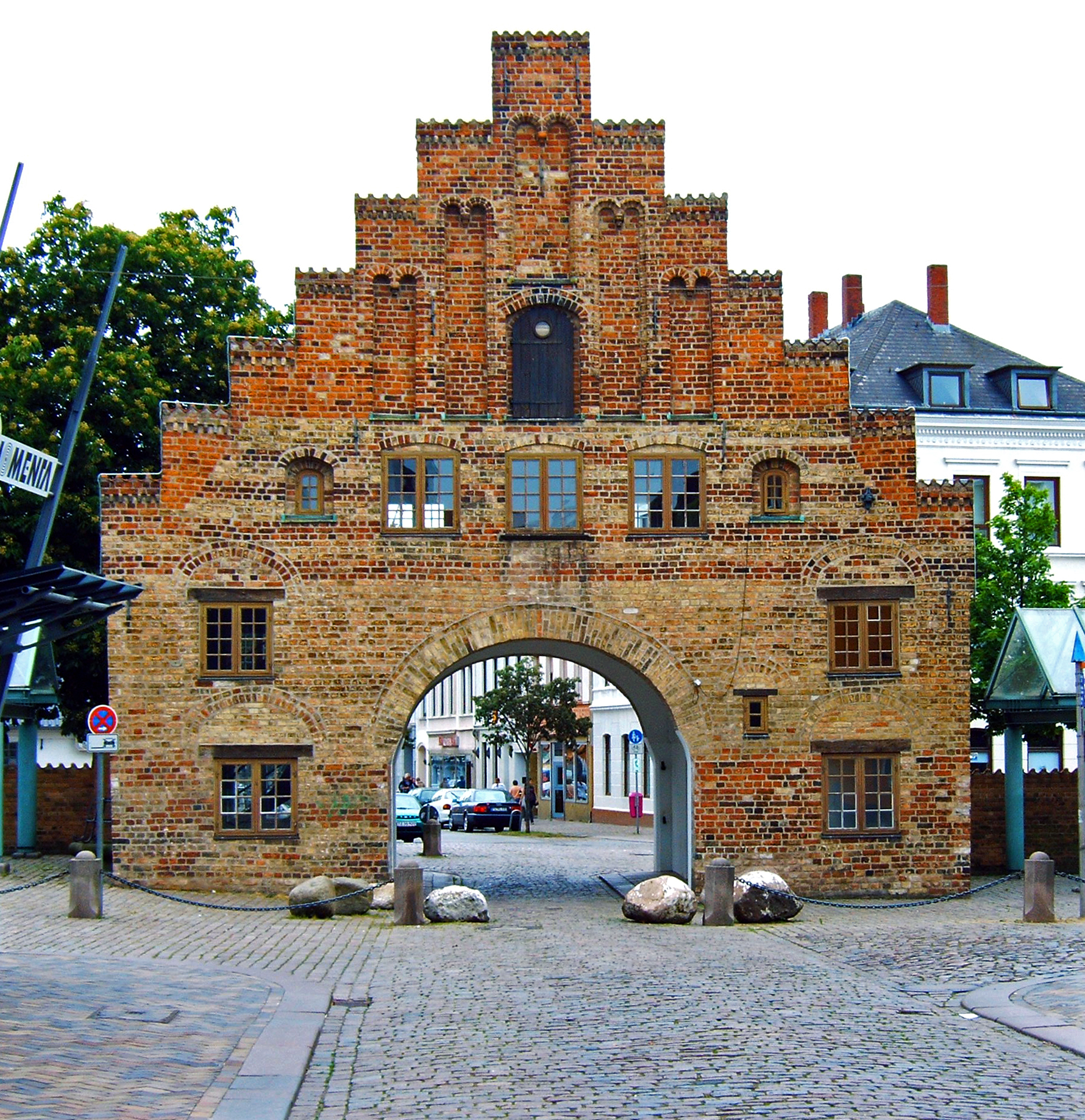
ノルダー門
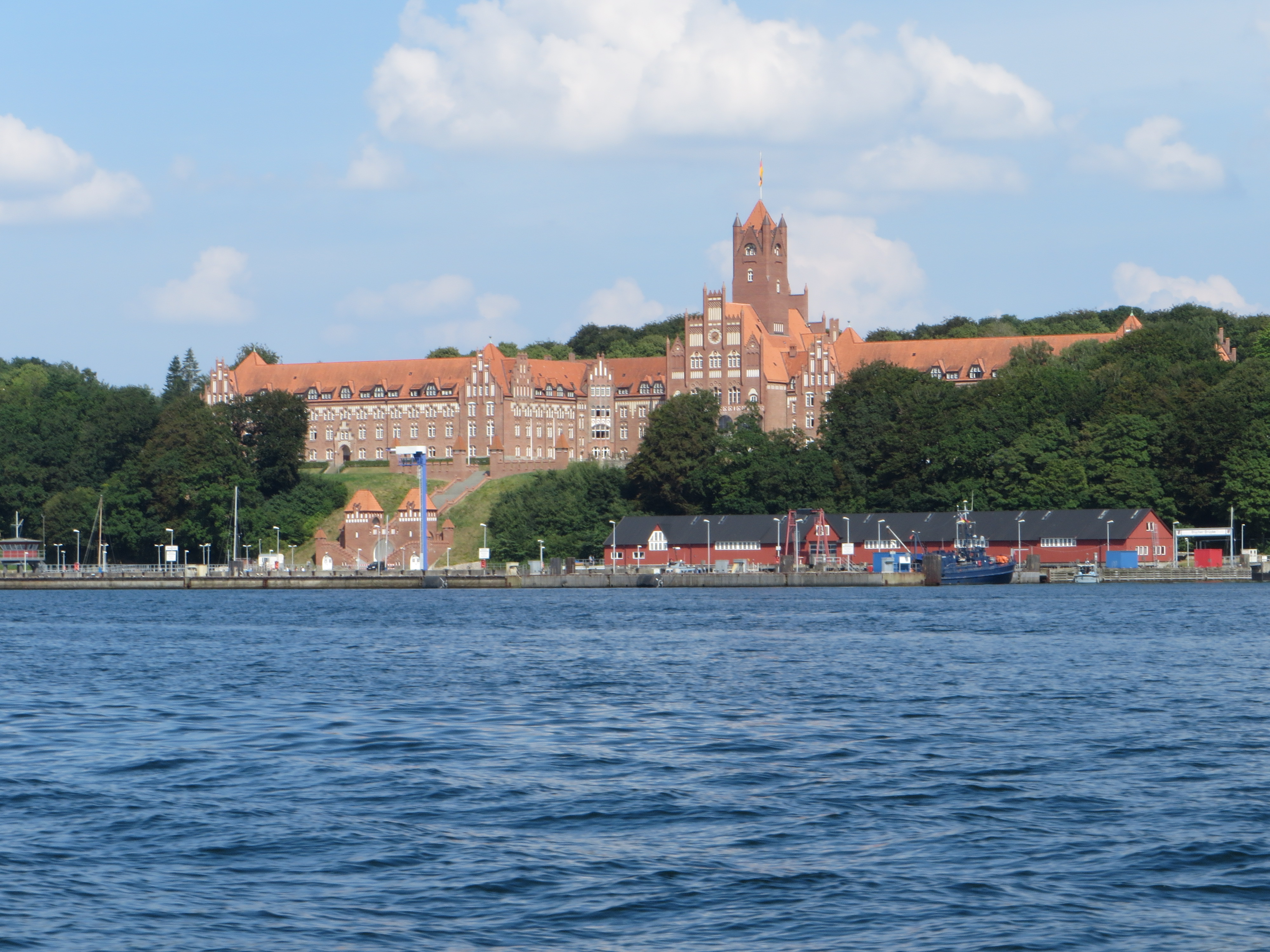
1910年に創建されたミュルヴィク海軍兵学校
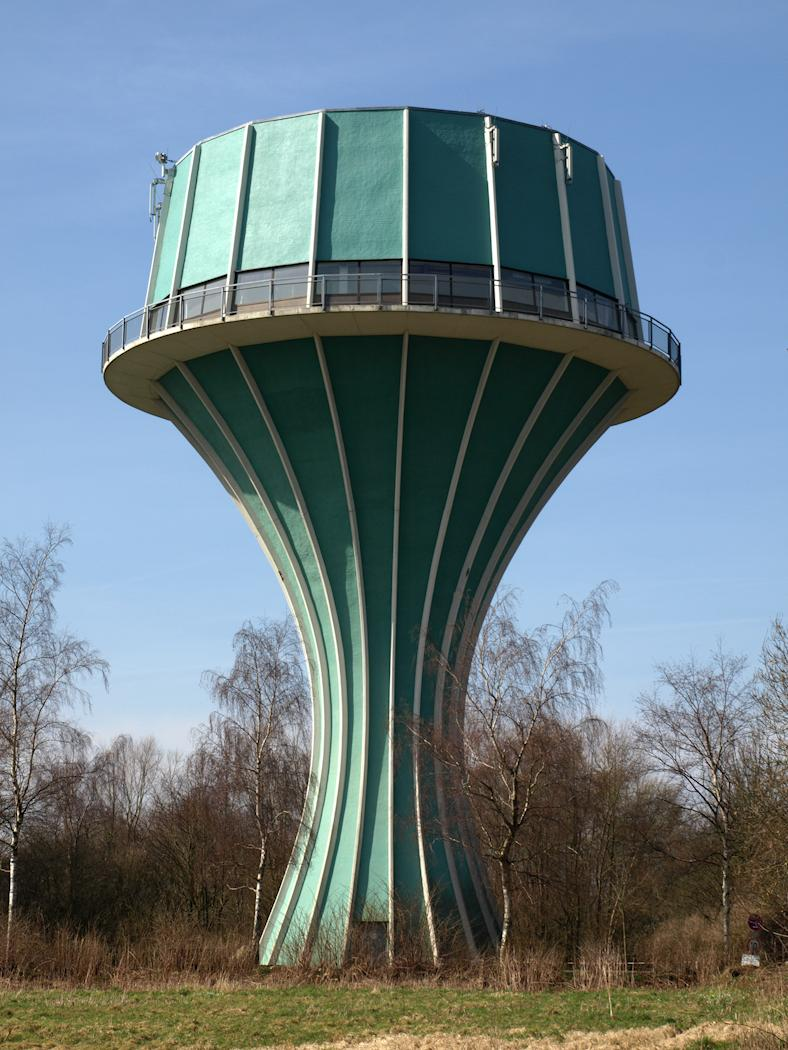
ミュルヴィク給水塔
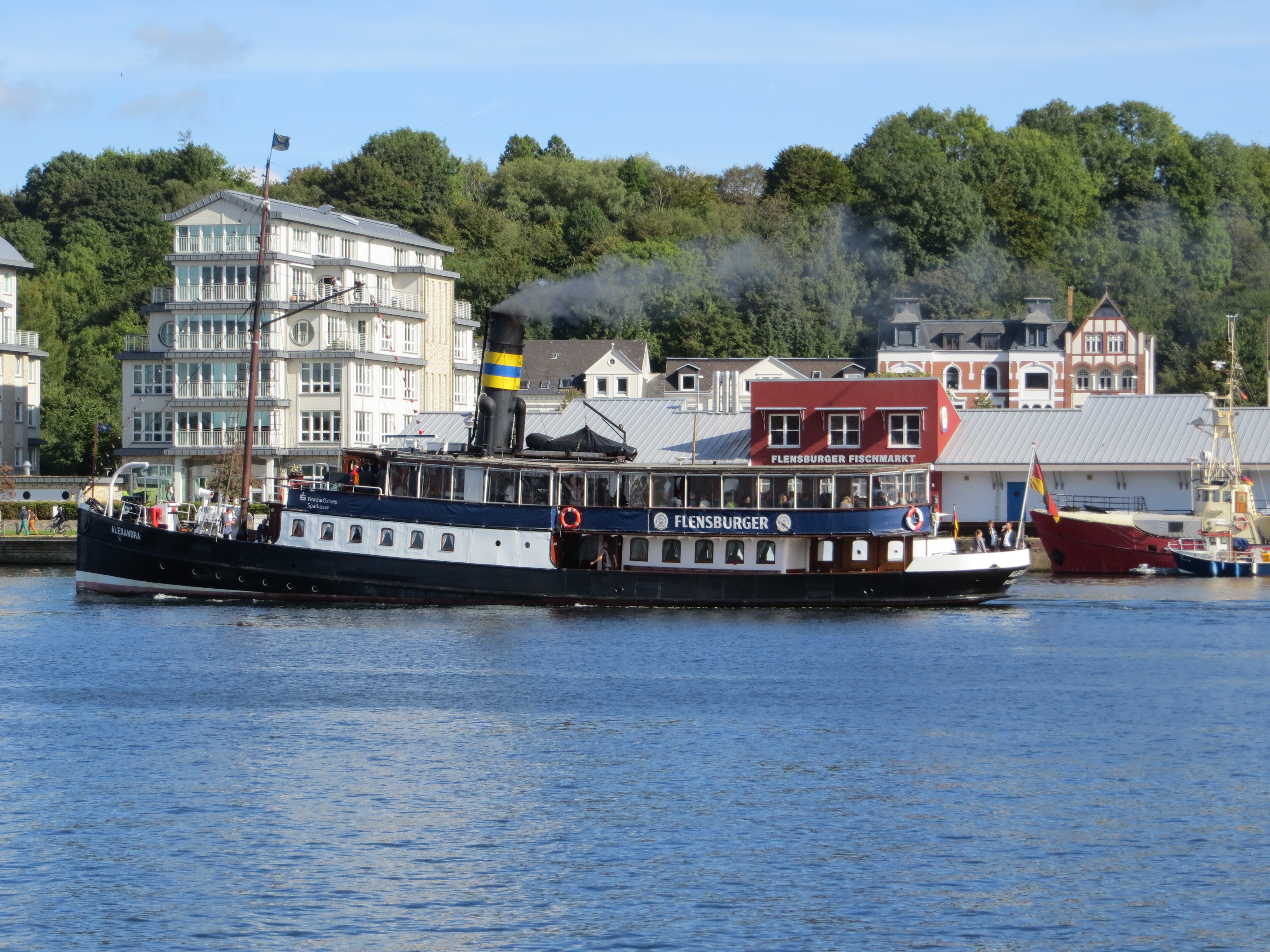
1908年に進水した蒸気船アレクサンドラ号
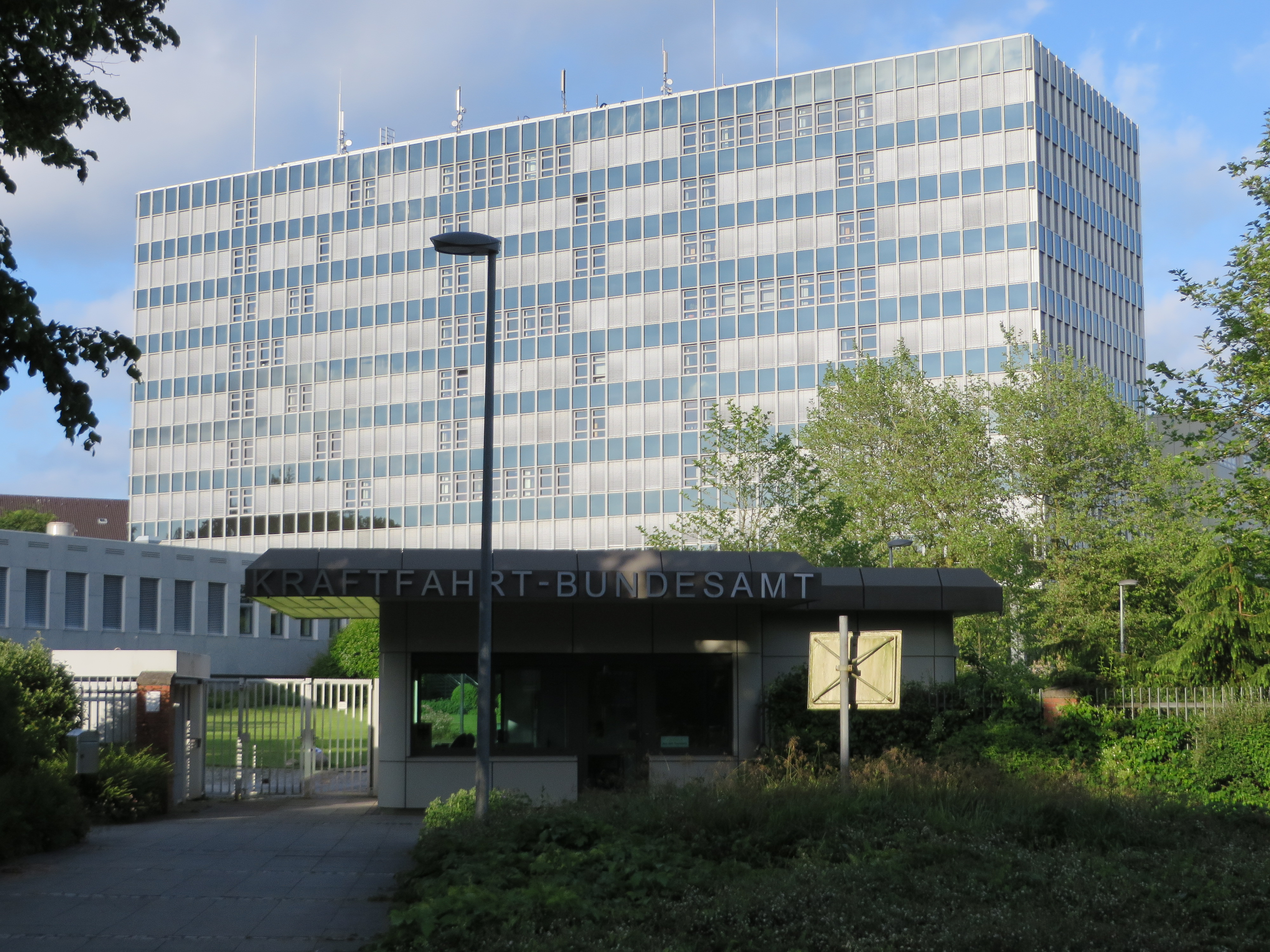
連邦自動車庁の庁舎。ブラインドで同庁の略称「KBA」が記されている

### 21世紀
今日フレンスブルクはドイツの基準で言うと、比較的大きな都市として州の一角にあり、ドイツ－デンマーク間の交流の中心地である。市には大学と単科大学がある。またフレンスブルクの歴史が語るように今日も海軍と貿易の都市という特徴を持つ。
困難な経済政策のため2006年フレンスブルク市庁はコルンダー森林を個人に売り渡した。

## スポーツ

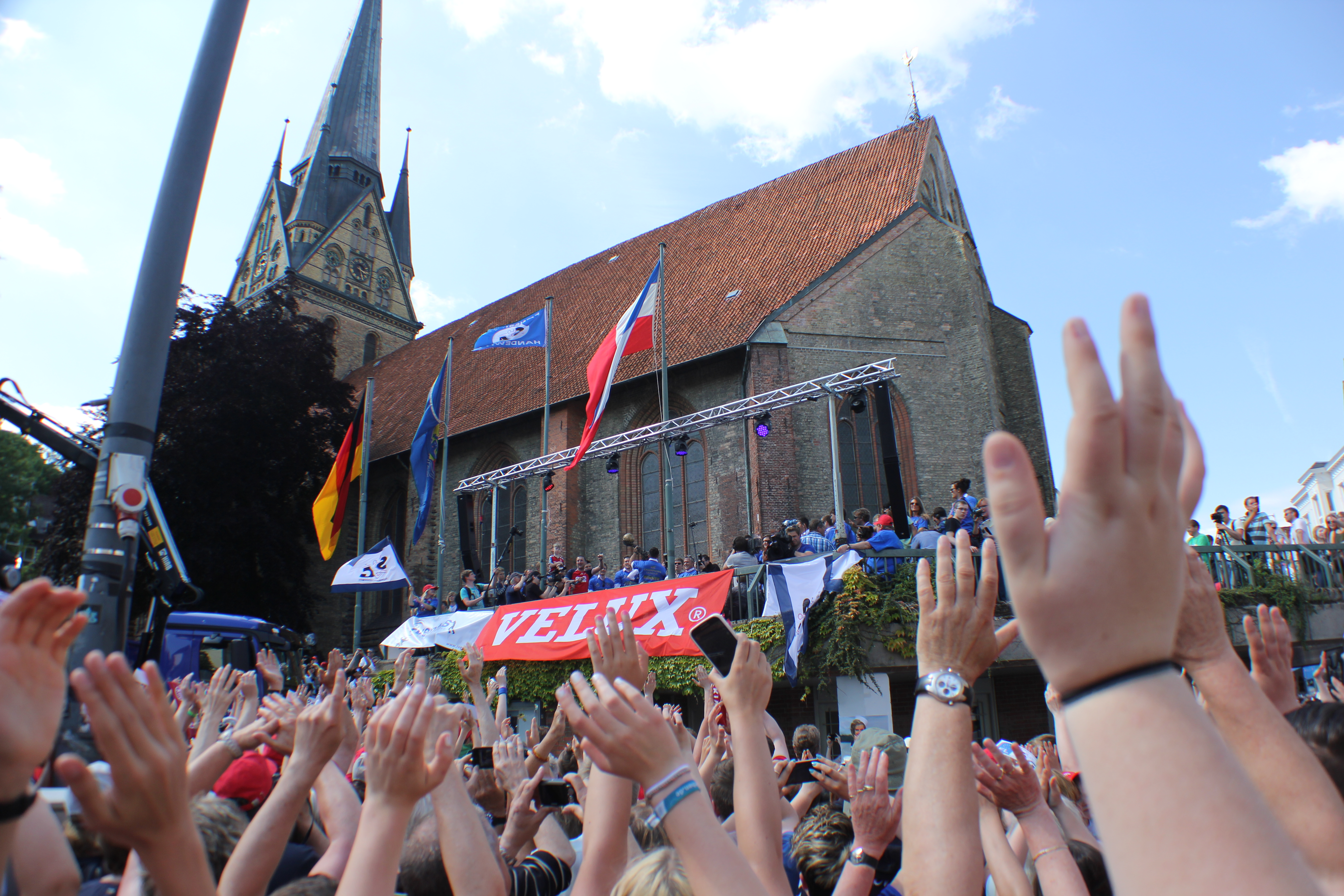
フレンスブルク 2014年: EHFチャンピオンズリーグ

この街のハンドボールチーム、SG Flensburg-Handewittは、2004年におけるドイツチャンピオンである。

## その他
ドイツ政府の連邦自動車庁（Kraftfahrt-Bundesamt）の本部が所在し、その内局のうち運転適性記録局（略称 FAER、2014年4月までは交通中央記録局 VZR）は交通違反の点数管理を行う。そのためドイツ語では交通違反の点数をフレンスブルク点数（Flensburger Punkte）と呼ぶことがあり、交通違反で検挙されることは「フレンスブルク点をもらう」（Punkte in Flensburg bekommen）と形容される。